# Lipocrea phosop
Espèce
Synonymes
- Larinia phosop Tanikawa, Into & Petcharad, 2023

Lipocrea phosop est une espèce d'araignées aranéomorphes de la famille des Araneidae.

## Distribution
Cette espèce est endémique de Thaïlande. Elle se rencontre dans les provinces de Prachinburi et de Pathum Thani.

## Description
Le mâle holotype mesure 6,80 mm et la femelle paratype 9,70 mm, les mâles mesurent de 6,60 à 6,80 mm et les femelles de 8,60 à 9,70. mm.

## Systématique et taxinomie
Cette espèce a été décrite sous le protonyme Larinia phosop par Tanikawa, Into et Petcharad en 2023.

## Étymologie
Cette espèce est nommée en l'honneur de Phosop (thaï:โพสพ ou ไพสพ), déesse du riz du peuple Thaï Siam , car elle a été découverte dans les rizières.

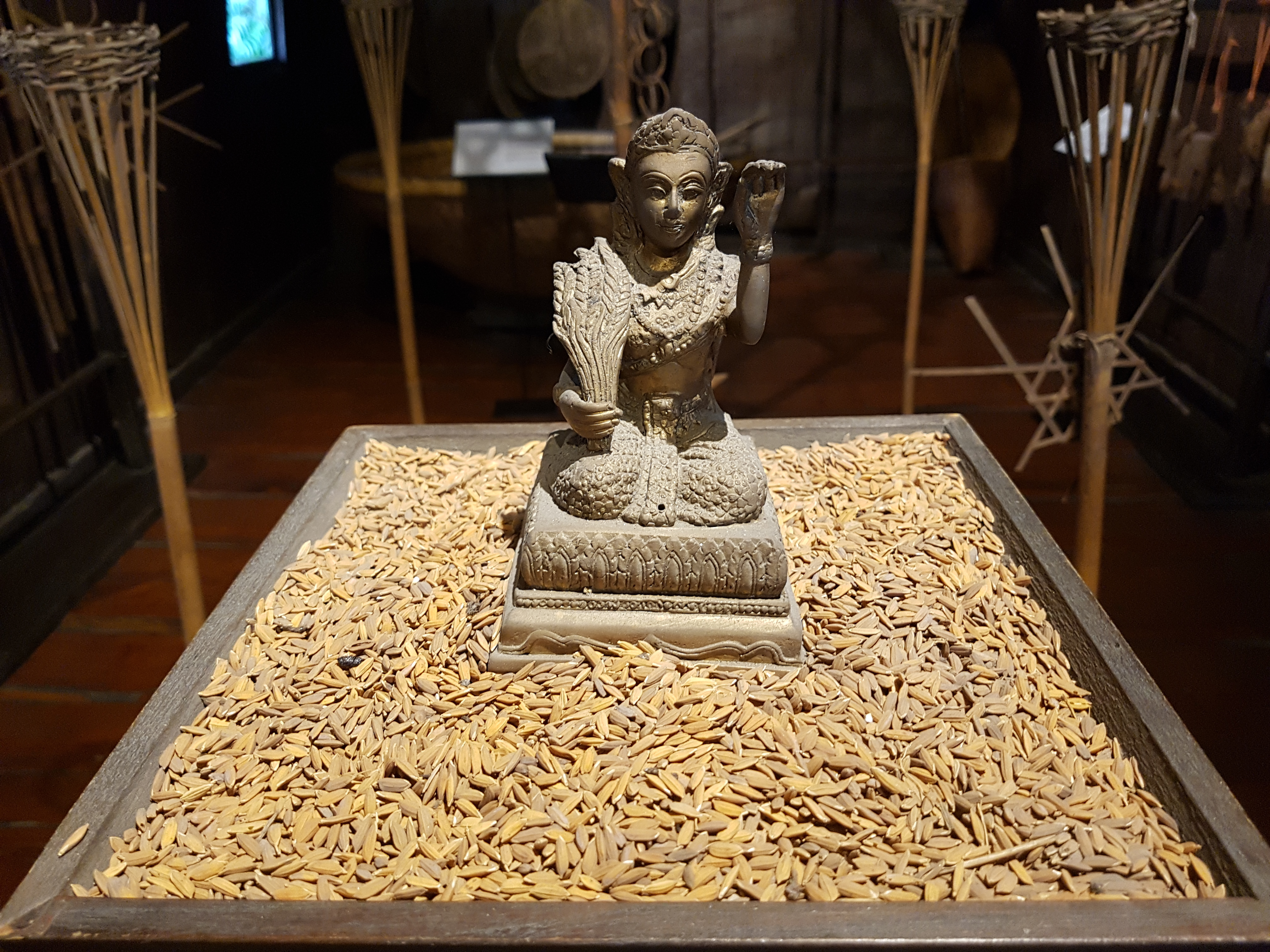
Statue de Phosop, la déesse du riz, à la Siam Society

## Publication originale
- Tanikawa, Into & Petcharad, 2023 : « A new species of Larinia (Araneae: Araneidae) discovered in rice fields in Thailand. » Acta Arachnologica, vol. 72, no 1, p. 55-58.